# Дуалізм розум-тіло
У філософії розуму дуалізм — це теза, згідно з якою всесвіт складається з матеріальних субстанцій та ментальних субстанцій.
Дуалізм зсилається на бачення зв'язку тіло-розум, що базується на твердженні, що ментальні явища мають властивості, що виходять за межі фізики.
Ці ідеї вперше з'являються в історії філософії з творами Платона та Арістотеля, які стверджують, що «інтелект» людини (здатність розуму чи душі) не може бути прирівненим або поясненим його матеріальним тілом. Однак перше використання цього терміна в цьому значенні датується лише першою половиною XVIII століття і з'являється під пером Христіана Вольфа (1670—1754).
Найвідоміша версія дуалізму розроблена Рене Декартом у «Метафізичних медитаціях», опублікованих у 1641 році. Він стверджує, що розум і тіло «дійсно відмінні», тобто одне може існувати без іншого. Декарт називає розум мислячою субстанцією, а тіло — протяжною субстанцією, в тому сенсі, що вся природа розуму — лише думати, тоді як природа тіла — лише бути протяжним. Його вчення, таким чином, описується як дуалізм речовини. Картезіанська концепція розуму приводить його першого до формулювання проблеми зв'язку розуму та тіла, яка називається проблемою тіло-розум, так як вона представляється сьогодні.
Дуалізм протистоїть різним формам монізмів, включаючи фізикалізм та феноменізм. Дуалізм субстанції протистоїть усім формам матеріалізму, тоді як дуалізм властивостей може розглядатися як форма емерженістського матеріалізму і тоді протиставляється не емерженістському матеріалізму.

## Історія дуалізму в філософії

### Платон
У «Федоні» Платон формулює свою славетну концепцію вічних форм, як відмінних і нематеріальних субстанцій, для яких об'єкти і інші явища, які ми сприймаємо є тільки тінями. Ідея Платона стала відправною точкою всіх наступних формулювань, того що звуть сьогодні дуалізм субстанції в онтології. Але ця концепція не повинна розглядатися сьогодні як колишнє пройдене метафізичне поняття, тому що воно спричиняє точні і незаперечні наслідки для філософії розуму, зокрема для проблеми тіло-розум.
Платон чітко пояснює у Федоні, що форми є universalia ante rem, тобто вони є універсальними концепціями (або ідеями), що роблять весь феноменальний світ зрозумілим. Отже, щоб інтелект (найважливіший аспект розуму у філософії до Рене Декарта) мав доступ до якоїсь форми знання стосовно якогось аспекту всесвіту, необхідно, щоб він сам був нематеріальною сутністю (або властивістю такої сутності). Таким чином, на основі цих текстів зрозуміло, що Платон був дуже проникливим попередником Декарта та подальших суворіших формулювань поняття дуалізму субстанції.

### Арістотель
Згодом Арістотель відкинув поняття форм Платона як незалежно існуючих сутностей, але підтримує багато аспектів ідеалізму, наприклад, для поділу речовини з випадковістю. У своїй книзі «Метафізика» він вже вказує на центральну проблему цієї ідеї: з одного боку, якщо ми скажемо, що кожна особливість феноменального світу бере участь або включена у форми, ми знищуємо істотну і необхідну єдність форми. З іншого боку, якщо ми говоримо, що особливості є лише подібними або є копіями форм, то нам потрібні додаткові форми, щоб пояснити зв'язок між членами класу, що складається з особливостей та форм тощо, ведучи нас у нескінченній регресії. Це те, що Арістотель назвав аргументом «третьої людини».
Саме з цих причин Арістотель переглянув теорію форм, щоб звідти усунути ідею їхнього незалежного існування від особливих конкретних сутностей. Форма речі для Арістотеля — це природа чи сутність (від грецької ousia) цієї речі. Стверджувати, що Сократ і Калліас є обидва чоловіками, не означає, що існує трансцендентна сутність «людина», до якої належать обидва Сократ і Калліас. Форма є субстанцією, але вона не є субстанцією поза субстанцією конкретних сутностей, які вона характеризує. Арістотель одночасно відкидає universalia in rebus і universalia ante rem. Деякі філософи та мислителі не без причин вважали це формою матеріалізму. Однак, що важливо з точки зору когнітивної філософії, — це той факт, що Арістотель не вірить, що інтелект може бути сприйнятий як щось матеріальне. Його міркування такі: якщо інтелект був би матеріальним, він не міг включати всі форми. Якщо інтелект був би конкретним матеріальним органом (або частиною такого органу), то він би обмежувався отриманням лише певних типів інформації, таким же чином, як око обмежене отриманням візуальних даних та вухо аудіоданими. Оскільки інтелект здатний отримувати та наслідувати всі форми даних, він не може бути фізичним органом, і тому він може бути лише нематеріальним.

### Неоплатонізм
Християнство перших століть, схоже, боролося, щоб прийти до єдиної позиції щодо питання про взаємозв'язок розуму та тіла, таким же чином, воно боролося, щоб визначити онтологічний статус Христа. Здається, консенсус з'явився навколо того, що сьогодні називається неоплатонізмом, на початку середньовіччя. Доктрини, пов'язані з неоплатонізмом, — це, по суті, незначні модифікації загальної ідеї Платона про безсмертя душі та природу форм. Неоплатонічні християни прирівняли форми до душ і вважали, що душа є субстанцією кожної людини, тоді як тіло є лише тінню, або копією її вічних явищ.

### Схоластика
Потім філософи продовжували у неоарістотелівській перспективі, яку провів Тома Аквінський, розвиваючи тристороннє поняття форм, таким чином, роблячи паралель з Трійцею, складеною Отцем, Сином і Святим Духом: форми, інтелект і душа були трьома аспектами або частинами того ж єдиного феномена. Для Томи Аквінського душа (або інтелект) завжди складала субстанцію людини, але способом, подібним до того, що запропонував Арістотель, це лише через її прояви в людському тілі людина може здобути статус людської істоти. Тоді як душа (інтелект чи форма) могла існувати незалежно від тіла (всупереч тому, що заявляв Арістотель), душа сама по собі не становила людину. Таким чином, Тома Аквінський запропонував, що кажуть «душа святого Петра молиться за нас», а не «святий Петро молиться за нас», оскільки все, що залишилося від святого Петра, після його смерті, було його душею. Всі речі, пов'язані з тілом, як індивідуальна пам'ять, були стерті з кінцем тілесного існування кожного.
Існують різні бачення цього питання в сучасному християнстві. Офіційне вчення про католицьку церкву, як це проілюстровано символом апостолів (Credo), стверджує, що при другому пришесті Христа на землю, душа поєднується з тілом під час воскресіння, і людина, цілком (тіло і душа) потім відправляється до раю чи пекла. Таким чином, існує певна невіддільність душі, розуму від тіла, що схоже, ближче до Арістотеля, ніж до позицій, висловлених Томою Аквінським.
Теологи не приймають це вчення і наполягають на тому, що лише душа нематеріальна (а отже, і дух чи інтелект з нею) відправляється до раю, залишаючи тіло (і мозок) позаду неї назавжди.

### Декарт і посткартезіанці
У своїх «Метафізичних Медитаціях» Декарт взявся за пошуки, під час яких він взяв на себе зобов'язання сумніватися у всьому, в що він вірив, щоб виявити, те в чому він міг би бути певним. Роблячи це, він виявив, що може сумніватися в тому, що він мав тіло чи ні (може бути, що він просто бачив у сні своє тіло, або що це була лише одна ілюзія, створена "хитрим генієм "), але він не міг сумніватися у існуванні свого розуму. Це був для Декарта перший знак, що показував, що тіло та розум були двома справді різними речами. Розум, на думку Декарта, був «мислячою річчю» (латинською res cogitans) та нематеріальною субстанцією. Ця «річ» була сутністю його особи, яка сумнівалася, вірила, сподівалася і думала. Така відмінність між тілом і розумом, таким чином, підтримується у VI медитації: «Я маю чітке і ясне уявлення про себе, оскільки я лише річ, яка думає і яка не протяжна, і […] я маю відмінну ідея тіла, оскільки це лише протяжна річ, яка не думає.» «Всі речі, які я чітко і виразно осягаю, можуть бути створені Богом, такими якими я їх осягаю.» Таким чином, пояснює Декарт, розум — це мисляча річ, яка може існувати незалежно від його протяжного тіла. І тому розум — це субстанція відмінна від тіла, субстанція, сутністю якої є думка.
Центральне підтвердження декартового дуалізму полягає в тому, що нематеріальний розум і матеріальне тіло взаємодіють причинним способом, ідея, яка продовжує з'являтися привілейованим способом у багатьох неєвропейських філософіях. Ментальні події спричиняють фізичні події, і навпаки. Це приводить до дуже глибокої проблеми щодо декартового дуалізму: як нематеріальний розум може спричинити щось у матеріальному тілі, і навпаки? Це часто називають «проблемою інтеракціонізму».
Сам Декарт наполегливо працював, щоб отримати логічну відповідь на цю проблему. У своєму листі до принцеси Елізабети Богемської він припустив, що духи одухотворених істот взаємодіють з тілом через шишкоподібну залозу, невелику залозу в центрі мозку, між двома півкулями. Враховуючи труднощі захисту теорії Декарта, деякі його учні, такі як Арнольд Геулінкс та Ніколя Малебранш, запропонували інше пояснення: усі взаємодії тіло-розум вимагають прямого втручання Бога. На думку цих філософів, різні стани розуму та тіла складають лише можливість такого втручання, а не його причину. Ці оказіоналісти підтримали тезу, згідно з якою вся причинність є природною, за винятком тієї, що пов'язує тіло і розум.

## Типологія дуалізму у філософії

### Різні типи онтологічного дуалізму
Онтологічний дуалізм полягає у підтвердженні подвійного характеру існування стосовно розуму та речовини, і його можна розділити на три категорії:
1. Дуалізм субстанції стверджує, що розум і речовина є принципово різними типами субстанції[1].
2. Дуалізм властивостей говорить про те, що онтологічна відмінність полягає в різниці між властивостями розуму та речовини (як запропоновано емерженетизмом)[1].
3. Дуалізм атрибутів — це думка про те, що ментальні атрибути не можуть бути зведені до фізичний атрибутів[1].

### Дуалізм субстанції
Дуалізм субстанції — це форма дуалізму, яку прославив Декарт, яка стверджувала, що існує два типи субстанції: ментальна субстанція та матеріальна субстанція. Ментальна субстанція не має просторової протяжності, і матеріальна субстанція не може думати.
Дуалізм субстанції — це точка зору, яка суперечить фізикалізму, одній з найпопулярніших точок зору в сучасній когнітивній філософії. Однак ми можемо врахувати історичне значення дуалізму субстанції, яке породило багато роздумів про проблему тіло-розум.
Можна також зазначити, що філософські інтерпретації квантової фізики, зокрема, тлумачення, що свідомість призводить до краху системи, що складається з суперпозиції декількох квантових станів, не є ремінісценціями про дуалізм субстанції, оскільки ці інтерпретації, як правило, починаються з принципу, що спостерігач зв'язаний із спостережуваним об'єктом, а не окрему субстанцію, як у випадку дуалізму речовини.
Дуалізм речовини — це позиція, сумісна з більшістю теологій, які стверджують, що безсмертні душі займають царство незалежного існування, відмінне від фізичного світу. Нещодавно Девід Чалмерс розробив уявний експеримент, натхненний «Матрицею», в якій дуалізм субстанції може бути правдивим: розглянемо комп'ютерне моделювання, в якому тіла всіх істот контролюються їх розумом, і розуми залишаються суворо зовнішніми для моделювання. Потім істоти можуть зробити всі дослідження, які вони хочуть, їм ніколи не вдасться знайти, де знаходяться їхні розуми, оскільки вони не існують у їхньому спостережуваному всесвіті. Це природно відрізняється від комп'ютерного моделювання, в якому розум є частиною моделювання. У такому випадку ми маємо справу з монізмом субстанції.

### Дуалізм властивості
Дуалізм властивості передбачає, що коли речовина організована відповідним чином (тобто способом, яким організовані людські тіла), виникають ментальні властивості. Таким чином, це підгрупа емерженістського матеріалізму. Різні версії дуалізму властивості описують їх по-різному. Епіфеноменізм передбачає, що, хоча матерія народжує відчуття, вольові акти, ідеї тощо, ці ментальні явища самі нічого не спричиняютьють у відповідь: це причинні зупинки. Інтеракціонізм, з іншого боку, дозволяє, щоб ментальні явища були причинами матеріальних ефектів і навпаки.

### Дуалізм атрибуту
Дуалізм атрибуту — це точка зору, що розділяється більшістю нередукціоністських фізикалістів, таких як Дональд Девідсон та Джеррі Фодор, які стверджують, що, хоча існує лише одна онтологічна категорія субстанції та властивостей субстанції (як правило, фізичної), атрибути, які використовуються для опису ментальних подій, в свою чергу не можуть бути описані за допомогою фізичних атрибутів природною мовою, і до них не зводяться. Якщо ми охарактеризуємо монізм атрибуту як точку зору, якої дотримуються елімінативістські матеріалісти, які стверджують, що інтенціональні атрибути, такі як віра, бажання, будуть неминуче вилучені із мови науки і звичайної мови, тому що сутності, на які вони посилаються не існують, тоді дуалізм атрибутів є більш легко визначений як заперечення цієї позиції. Дуалісти атрибуту вважають, що те, що можна назвати «психологією народу», з усіма його компетенціями щодо пропозиційних поглядів, є неминучою частиною компанії опису, пояснення та розуміння ментальних станів та поведінки людини.
Наприклад, Девідсон дотримується бачення аномального монізму, згідно з яким не може бути суворих психофізичних законів, що з'єднують ментальні та фізичні події відповідно до їх описів як ментальних та фізичних подій. Однак кожній з цих ментальних подій відповідає фізичний опис. Саме згідно з цим останнім описом такі події можуть бути пов'язані причинними стосунками з іншими фізичними подіями. Тому ментальні атрибути (раціональні, цілісні та необхідні) відрізняються від фізичних атрибутів (випадкових, атомних та причинних).

## Різні дуалістичні концепції причинності

### Інтеракціонізм
Інтеракціонізм — це точка зору, що ментальні стани, такі як віра та бажання, взаємодіють причинно з фізичними станами. Це дуже приваблива позиція, яка підтверджує інтуїтивне бачення нашого здорового глузду, незважаючи на те, що дуже важко встановити його обгрунтованість за допомогою логічної аргументації чи емпіричних доказів. Вона нам здається привабливою, оскільки ми оточені такими щоденними подіями, такими як дитина, яка торкається гарячої плити (фізична подія), завдяки чому вона відчуває біль (ментальна подія), а потім кричить і плаче (фізична подія), що має наслідком спричинення почуття страху у своїх батьків та необхідність її захистити (ментальна подія) і так далі

### Епіфеноменізм
Згідно з епіфеноміністським баченням, всі ментальні події спричинені фізичними подіями і вони не мають фізичних наслідків. Таким чином, ментальна подія, яка полягає у бажанні підняти камінь (назвемо цю подію M), викликана приведенням в дію конкретних нейронів у мозку (назвемо цю подію P); однак, коли рука приводиться в рух, щоб взяти камінь (назвемо цю подію Е), ця остання подія викликана лише P. Фізичні причини, таким чином, в принципі можна звести до фундаментальної фізики, і тому ментальні причини усуваються цим редукціоністським поясненням. Якщо P є причиною Е, а також М, немає надвизначеності М для пояснення Е.

### Паралелізм
Психофізичний паралелізм — це дуже незвична точка зору щодо взаємодії між фізичними та ментальними подіями, точка зору, яка в основному підтримувалася Готфрідом Вільгельмом Лейбніцом. Як і Малебранш та інші перед ним, Лейбніц визнав слабкість врахування Декартом причинних взаємодій, що беруть участь у визначеному місці, в мозку. Малебранш вирішив, що виклик матеріальної підтримки, такої як шишкоподібна залоза для пояснення взаємодій між матеріальним та нематеріальним, було неможливим, і він згодом сформулював своє вчення про оказіоналізм, припускаючи, що взаємодії насправді були спричинені втручанням Бога під час кожного з індивідуальних випадків. Ідея Лейбніца полягає в тому, що Бог створив, раз і назавжди, гармонію, попередньо встановлену таким чином, що все трапляється так, ніби фізичні та ментальні події були причиною, і вони були спричинені одна одною. Насправді ментальні причини мають лише ментальні наслідки, а фізичні причини мають лише фізичні наслідки. Це причина, чому ця точка зору була названа паралелізмом.

## Аргументи на користь дуалізму
Аргументи на користь дуалізму є різних видів.

### Суб'єктивні аргументи на користь дуалізму
Важливий аргумент проти фізикалізму (а отже, на користь певної форми дуалізму) полягає у ідеї, що духовне і матеріальне, схоже, мають досить різні і, безсумнівно, несумісні властивості.
Ментальні події мають суб'єктивну якість, пов'язану з ними, тоді як фізичні події, очевидно, її не мають. Наприклад, що ви відчуваєте, коли обпекли палець? На що схоже блакитне небо? На що схожа приємна музика?
Філософи називають ці суб'єктивні аспекти розуму кваліа. Є щось на що схожі колір, опік тощо; квалія втручається в ці ментальні події. Тоді аргумент полягає в тому, що ці кваліа дуже тяжко привести до будь-чого у фізиці.
Френк Джексон сформулював свій відомий аргумент знання лише на основі таких міркувань. У своєму уявному експерименті, він попросив розглянути невролога Мері, яка народилася і прожила усе своє життя в чорно-білій кімнаті, з чорно-білим телевізором, і комп'ютером, за допомогою якого вона збирає всі наукові дані, які вона може, стосовно природи кольорів. Джексон стверджує, що з моменту, коли Мері збирається залишити кімнату, вона отримає нові знання, яких у неї не було до цього: знання суб'єктивного досвіду кольору. Хоча, за гіпотезою, Мері вже знала все, що потрібно знати про кольори з об'єктивної наукової точки зору, у третій особі, вона ніколи не знала, за словами Джексона, що це таке бачити червоний, помаранчевий, зелений кольори. Якщо Мері дійсно дізнається щось нове, це тому, що це знання повинно бути нематеріальною річчю, оскільки вона вже знала все, що потрібно знати про матеріальний аспект кольорів. Девід Льюїс відповідає на цей аргумент, кажучи, що те, до чого Мері приведена, щоб про нього дізнатися, — це просто здатність розпізнати та визначити кольорові відчуття, яким вона ніколи не була заздалегідь піддана. Цей аргумент є непереконливим, оскільки він плутає факт знати, як щось робити, і знати щось як таке. Інші відновили аргумент Льюїса і намагалися його змінити, стверджуючи, що здатність, яка вивчена, складається з процесу уяви чи запам'ятовування. Але уява та запам'ятовування базуються на представленні того, на що схожа річ. Тому цей аргумент не відповідає початковій проблемі.

### Аргумент спеціальних наук
Цей аргумент означає, що якщо дуалізм атрибутів є правдивим, то існують особливі науки, які не зводяться до фізики. Ці невідповідні спеціальні науки, які є джерелом сприйняття атрибутів, які вважаються такими, що не зводяться, вважаються відмінними від жорстких наук, наскільки вони залежать від інтенціональності. Якщо вони залежать від інтенціональності, то вони повинні залежати від існування розумів, здатних до інтенційного положення. Психологія — це, звичайно, типовий випадок такої спеціальної науки. Отже, ця наука та її атрибути повинні ще глибше залежати від існування розуму.
В ідеалі фізика має функцію в тому, щоб сказати нам, як є світ, щоб розкласти його на найпростіші елементи, зрозумілі людиною, і описати його без взаємодій, що спричинені обмеженими точками зору чи персональними інтересами. З іншого боку, такі речі, як передбачуваний характер погоди чи поведінка людей, цікавлять лише саму людину. Проблема полягає в тому, що факт мати точку зору на світ сам по собі є психологічним станом. Отже, спеціальні науки передбачають існування розумів, які можуть досягти цих станів. Якщо ми хочемо уникати онтологічного дуалізму, то розум, який має точку зору, повинен бути частиною фізичної реальності, про яку він має свою точку зору. Якщо це так, то для того, щоб сприймати фізичний світ як психологічний світ, розум повинен мати точку зору на фізичний світ. Це передбачає натомість існування розуму.

### Аргумент зомбі
Аргумент зомбі заснований на уявному експерименті, запропонованому Девідом Чалмерсом. Основна ідея полягає в тому, що можна уявити, а тому реалізувати існування людського тіла без свідомості, яка з ним пов'язана.
Аргумент Чалмерса полягає в тому, що, здається, цілком можливим, в сенсі логічної можливості, не емпіричної можливості, що така сутність існує, оскільки все, що необхідно для її створення є те, щоб всі речі описані фізичними науками, і тільки ними, були істинними для зомбі. Оскільки жодна з концепцій, що беруть участь у цих науках, не стосується свідомості чи будь-якого іншого ментального явища, перехід від уяви до створення не такий великий, як здається.
Таким чином, версія «зомбі» Девіда Чалмерса була б ідентичною нинішньому Девіду Чалмерсу, принаймні ідентичною з точки зору, як його фізичної конституції, так і його поведінки. В принципі, було б неможливо визначити «зомбі» як такого, або відрізнити його від нинішнього Чалмерса, який наділений свідомістю. Тільки свідомий Чалмерс має доступ до феноменального аспекту своєї свідомості. Оскільки наші два Чалмерси ідентичні, зокрема, їхній мозок у всіх точках однаковий і працює однаково, невролог також не зміг би їх розрізнити. Однак, згідно уявному експерименту, одне може їх розмежувати: один позбавлений свідомого життя, не має кваліа.
Даніель Деннетт критикував цей уявний експеримент. Він базує свою атаку на критиці поняття кваліа.
Зокрема, він представляє в «Поглядах розуму» гіпотетичний наркотик, що перетворює індивіда у зомбі. Таким чином, якщо ця людина перебуває в полоні інтенсивних фізичних чи моральних страждань, але не може покінчити життя самогубством, тому що, наприклад, її сім'я її потребує, наркотик їй зрештою забезпечує функціонування зовсім позбавлене свідомості, всі речі однакові до того ж (її тіло забезпечить її працю і її відносини симулюючи механічно різні звичні емоції)
Особа вирішує прийняти наркотики одного дня. Вона ігнорує, що її близькі, відзначаючи її крайні страждання, вже їх їй дали без її відома. Тому вона виявляє велике здивування, що ніщо не змінюється для її, коли вона їх поглинає.

### Аргумент індивідуальної ідентичності
Цей аргумент стосується відмінностей у застосуванні контрфактичних тверджень до фізичних об'єктів, з одного боку, та до сутностей, наділених свідомістю, з іншого боку. У випадку будь-якого матеріального об'єкта (наприклад: принтера), можна сформулювати серію контрфактичних твержень наступним чином:
1. Цей принтер міг би бути зроблений з соломи.
2. Цей принтер міг би бути виготовлений з якогось сорту пластику та електронних ламп.
3. Цей принтер міг би бути складений із 95 % того, з чого він насправді складається, і 5 % електронних ламп тощо.

Десь між точкою, коли описаний принтер точно зроблений із матеріалів, які становлять справжній принтер, і точкою, де принтер виготовлений, скажімо, із 20 % різних матеріалів, можна вирішити, що принтер стає тим самим принтером відповідно до довільно фіксованої угоди.
Уявимо собі людину, Фредеріка, який має близнюка, народженого з однієї яйцеклітини і трохи відмінного сперматозоїда. Уявимо серію контрфактичних тверджень, що відповідають прикладу принтера. Десь під час розвитку тверджень ідентичність Фредеріка стає невизначеною. У цьому випадку було зазначено, що суперпозиція складів не може бути застосована до ідентичності розумів. «Але тоді як моє тіло може мати свою часткову копію в можливому іншому світі, моя свідомість цього не може. Будь-який стан свідомості, який я можу собі уявити, є моїм чи іншого. Тут немає можливих нюансів».
Якщо близнюк Фредеріка, Фредеріква, складається з 70 % тієї ж фізичної речовини, що і Фредерік, чи означає це, що Фредерік на 70 % ментально ідентичний Фредерікві? Чи має сенс сказати, що щось ментально схоже на 70 % у Фредерікві?

## Аргументи проти дуалізму

### Консервація енергії і причинне закриття
Одне з головних заперечень дуалістичному інтеракціонізму, як було сказано вище, полягає в тому, що дуже важко, якщо не неможливо, зрозуміти, як дві абсолютно різні субстанції (матеріальна та нематеріальна) можуть причинно взаємодіяти. Можлива відповідь на цю проблему полягає в тому, щоб підкреслити той факт, що, мабуть, причинна взаємодія, яка відбувається, не є того типу, як взаємодія класичної ньютонівської механіки, як у прикладі більярдних кульок, а скоріше задіює енергію, темну речовину або якийсь інший таємничий процес.
Навіть якщо це останнє твердження є істинним, деякі стверджують, що завжди є проблема: такі взаємодії, схоже, порушують основні закони фізики. Якщо зовнішнє та невідоме джерело енергії відповідає за взаємодії, наприклад, це порушило б принцип збереження енергії. З іншого боку, закони збереження застосовуються лише до закритих та ізольованих систем, і оскільки люди не закриті та ізольовані системи, відповідають інтеракціоністи, ці закони зовсім тут не застосовуються.
У тому ж стані розуму, деякі спростовують дуалістичний інтеракціонізм, пояснюючи, що він порушує загальний евристичний принцип науки: причинне закриття фізичного світу. Але Міллс відповів на цей аргумент, підкреслюючи той факт, що ментальні події можуть бути наддетерміновані. Наддетермінованість означає, що певні аспекти ефекту можуть не бути повністю пояснені його достатніми причинами. Наприклад, «Висока музика зламала цей келих, але це втретє цей келих зламався цього тижня». Безумовно, що висока музика є достатньою причиною того, що келих зламався, але це не пояснює інший елемент речення, той факт, що «втретє на цьому тижні …». Цей елемент причинно пов'язаний, в певному сенсі, з двома попередніми подіями. Отже, було зазначено, що ми, мабуть, повинні зосередитись на внутрішніх або притаманних аспектах ситуації чи події, якщо вони існують, а застосовувати ідею причинного закриття, тільки до цих елементів.
Крім того, виникає питання детермінізму в протилежність до індетермінізму. У квантовій механіці події на мікроскопічному рівні невизначені. Чим точніше розташування положення електрона, тим більш неточне стає вимірювання його кінетичного моменту, і навпаки. Деякі філософи, такі як Карл Поппер та Джон Еклс, висунули гіпотезу, що така невизначеність також може застосовуватися до макроскопічного масштабу. Однак більшість вчених наполягають на тому, що наслідки такої невизначеності взаємно скасовуються для великих сукупностей частинок.

### Аргументи надані клінічним спостереження
Цей короткий, але потужний аргумент був сформульований серед інших Полем Черчлендом. Ідея полягає просто в тому, що у випадку травми мозку (наприклад, травматичної або вторинної для неврологічного захворювання) властивості та/або ментальна речовина людини систематично порушені. Якби розум був субстанцією абсолютно відмінною від мозку, як було б можливо, що, коли мозок травмується, то розум порушується? Дійсно, навіть дуже часто можна передбачити та пояснити тип погіршення або ментальної чи психологічної модифікації, яких зазнає людина, коли певні конкретні частини її мозку будуть пошкоджені. Таким чином, питання, з яким стикається дуаліст, полягає в тому, щоб знати, як все це можна пояснити, якщо розум є нематеріальною субстанцією і відмінною або онтологічно незалежною від мозку.
Аналогію мозку з комп'ютером спростовується багатьма неврологами, включаючи Джеральда Едельмана, який стверджує, що лише селекціоністська теорія може пояснити властивості впізнавання мозку. Ця селекціоністська модель міркує з точки зору популяцій нейронів і базується на виборі спеціальних елементів або особливих станів з великого репертуару можливостей. Для Едельмана процес свідомості є, таким чином, динамічним проявом активності нейронних карт, розподілених у багатьох різних областях мозку. Свідомість не локалізована, той факт, що область мозку може бути важливою або необхідною для свідомості, не означає, що вона є достатньою — така або інша група нейронів у тій чи іншій області кори головного мозку може сприяти свідомій активності в даний час, а не в наступний. Отже, софізм, який полягає в тому, щоб сказати що мозок можна порівняти з комп'ютером, передбачає, що є програміст, не тримається, оскільки нейронауки спростовують перший засновок.

### Аргумент біологічного розвитку
Іншим поширеним аргументом проти дуалізму є ідея про те, що оскільки людина приходить до існування (як філогенетично, так і онтогенетично) як суто фізична чи матеріальна сутність, і оскільки нічого, що виходить за межі сфери фізики, не було додано до неї пізніше під час її розвитку, тому ми повинні неодмінно завершити наш розвиток як повністю матеріальні істоти.
Філогенетично, людський вид розвинувся, як і всі інші види, з одноклітинної істоти, створеної з матерії. Оскільки всі подальші події, що приводять до формування нашого виду, можна пояснити через процес випадкової мутації та природного відбору, для дуаліста важко пояснити, де і чому могло відбутися втручання нефізичної, нематеріальної події в процесі природної еволюції. Онтогенетично ми починаємо своє існування як запліднена яйцеклітина. У зачатті, утворенні бластоцисти, гаструли тощо немає нічого нематеріального чи менталістичного. Наш розвиток цілком можна пояснити накопиченням речовини в процесі живлення. Тож звідки може взятися наш нефізичний розум?

### Аргумент простоти
Аргумент простоти є, ймовірно, найпростішим, а також найпоширенішим проти дуалізму розум/тіло. Дуаліст систематично стикається з питанням про те, чому необхідно вірити в існування двох онтологічно різних сутностей (розуму та мозку), тоді як здається можливим і легше спростовуваним за допомогою інструментів наукового дослідження, щоб пояснити однакові події та ті самі властивості однією сутністю. Це евристичний принцип у науці та філософії, не розглядати існування більшої кількості сутностей, ніж це необхідно для чіткого пояснення та передбачення (див. бритва Оккама).